# Centigrade (pel·lícula de 2007)
Centigrade és un curtmetratge de thriller del 2007 protagonitzat per Colin Cunningham (també guionista i director), Daniel Brodsky i Bernhard Lachkovics sobre un home atrapat en un remolc. Va guanyar Premis Leo i premis al Method Fest Independent Film Festival i al Cinequest Film Festival. Els productors estan treballant per convertir el curt en un llargmetratge.

## Argument
Un home (Colin Cunningham) es desperta un matí amb una ressaca i descobreix que ha estat pres com a ostatge a bord del seu vell remolc arruïnat que està sent remolcat per l'autopista per un misteriós camió negre; intenta desesperadament trobar una manera de sortir del vehicle segellat abans que es cremi dins.
Colin Cunningham descriu la pel·lícula de la següent manera: "Centigrade, en poques paraules, tracta d'un paio que viu en un vell remolc en ruïnes i trencat. No hi ha rodes. Només està estirat mort entre les males herbes [El propietari] fa una cosa dolenta, i es desperta al matí i [el remolc està] rodant per l'autopista. Està sent remolcat per una gran camioneta negra. Les portes no s'obriran i les finestres no es trencaran i ell no pot sortir. D'això es tracta bàsicament. Es tracta d'un home atrapat."

## Producció
La part del personatge principal era originalment per un altre actor, però les dificultats van obligar a Cunningham a prendre el paper ell mateix. El guió es va escriure feia 17 anys; Madison Graie va suggerir a Cunningham que sol·licitessin el "Programa Kickstart" del Sindicat de Directors del Canadà per fer Fahrenheit (el títol original de Centigrade). La parella va guanyar un dels cinc premis Kickstart i va utilitzar el premi de 20.000 $ CAD per fer la pel·lícula.
A causa de la signatura amb Shorts International, Centigrade estarà disponible a iTunes, el primer curt canadenc d'imatge real que apareix allà. Cunningham i Graie estan treballant per convertir Centigrade en un llargmetratge.

## Repartiment
- Colin Cunningham com a Home
- Daniel Brodsky com a noi
- Ron Sauvé com home a l’altra trailer
- Bernhard Lachkovics com a conductor de camió negre
- Derrick Garland com a conductor de camions de Borgoña
- Fulvio Cecere com cementiri de tràiler
- Mark Rickerby com a cementiri de tràiler
- Madison Graie com a cementiri de tràiler
- Sterling Wong com a noi doble

## Premis

### Guanyador
- 2008: Premi Cinequest Film Festival al millor curtmetratge narratiu (Madison Graie)
- 2008: Premi Leo al millor curtmetratge (Madison Graie, Derrick Garland)
- 2008: Premi Leo a la millor direcció en un curt dramàtic (Colin Cunningham)
- 2008: Premi Leo a la millor actuació d'un home en un curt drama (Colin Cunningham)
- 2008: Premi Leo al millor maquillatge en un curt drama (Jayne Dancose)
- 2008: Premi Leo al millor so general en un curt drama (Real Gauvreau)
- 2008: Premi Method Fest Independent Film Festival al millor actor en un curtmetratge (Colin Cunningham)
- 2008: XLI Festival Internacional de Cinema Fantàstic de Catalunya menció especial al millor curtmetratge[4]

El premi Centigrade al millor curt narratiu al Cinequest Film Festival el qualifica per ser nominat a un Oscar.

### Nominacions
- 2008: Premi Leo a la millor fotografia en un curt drama (Kevin Hall)
- 2008: Premi Leo a la millor edició de pel·lícules en un curt drama (Jonathan Eric Tyrrell)
- 2008: Premi Method Fest Independent Film Festival al millor curtmetratge
- 2008: Festival Internacional de Cinema de Vancouver Premi al millor director emergent (Colin Cunningham)

### Seleccions oficials
- 2008: Cannes Short Film Corner
- 2008: Festival de cinema de Jackson Hole
- 2008: Festival Internacional de Cinema de Palm Springs
- 2008: Festival Internacional de Cinema de Santa Barbara